# Борислав Траиковски
Борислав Траиковски (на македонска литературна норма: Борислав Траиковски) е виден югославски художник.

## Биография
Роден е в 1917 година в Битоля, тогава окупиран от България по време на Първата световна война. Следва архитектура в Белград, но образованието му е прекъснато от избухването на Втората световна война. В периода 1944 - 1947 година работи като учител в родния си град. Траиковски е сред доайените на Дружеството на художниците на Македония в Скопие. Рисува мъртва природа, пейзажи и портрети, в които се вижда влиянието на Милан Коньович и Жорж Руо. Член е на групата ВДИСТ.